# Талышское искусство
Талышское искусство (тал. Tološa sanat) — это богатая и уникальная культура, развивавшаяся в Талыше, области на границе Ирана и Азербайджана. Оно включает в себя народные ремёсла, музыку, танцы и традиционные праздники. Особое внимание уделяется ручным технологиям, таким как ковроделие и резьба по дереву. Талышское искусство отражает богатую историческую и этнокультурную идентичность талышского народа.
Некоторые особенности талышского искусства:
- Гончарное искусство. Уже в IV веке до нашей эры талыши изготавливали керамические изделия с изображениями животных. Особенностью были вазы на трёх ножках. Для изготовления использовалась красная глина и уникальная техника нанесения покрытия — светлый ангоб.
- Орнаменты. Обычно они состояли из чётких геометрических линий или изображали сцены из повседневной жизни талышей. В орнаментах был скрыт космологический, мифологический и магический смыслы.
- Украшение ковров. Наряду с цветами, колоннами, арками талыши украшали ковры надписями в виде цитат из священных книг.
- Ювелирное искусство. Талыши славились изделиями из золота и драгоценных камней, создавали украшения — кольца, серьги, подвески, браслеты.
- Украшение оружия. Талышские мастера прославились умением украшать оружие, что считалось высоким искусством.